# Paripochira griseosignata
Paripochira griseosignata là một loài bọ cánh cứng trong họ Cerambycidae.